# George Appo

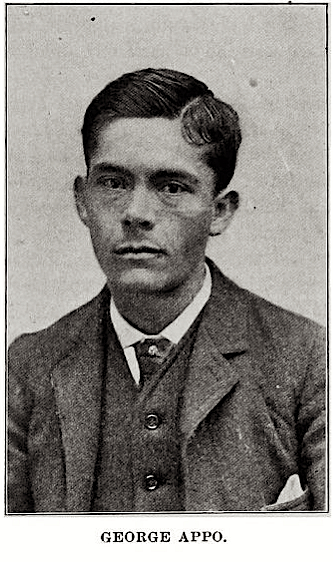
George Appo (um 1880)

George Washington Appo (* 4. Juli 1856 in New Haven, Connecticut; † 17. Mai 1930 in New York City) war ein amerikanischer Krimineller chinesisch-irischer Abstammung. Nach einer „Karriere“ als Taschendieb, Trickbetrüger und im Drogenhandel sowie zahlreichen Haftstrafen war er Kronzeuge einer Untersuchungskommission zur Polizeikorruption in New York. Danach war der auch weiterhin kriminell tätige Appo gleichzeitig betreuter Schützling und Verdeckter Ermittler der Society for the Prevention of Crime (SPC). Aufgrund seiner öffentlichen Bekanntheit spielte er sich später selbst am Broadway. Verarmt starb er mit 73 Jahren auf Wards Island.

## Leben

### Herkunft und Kindheit

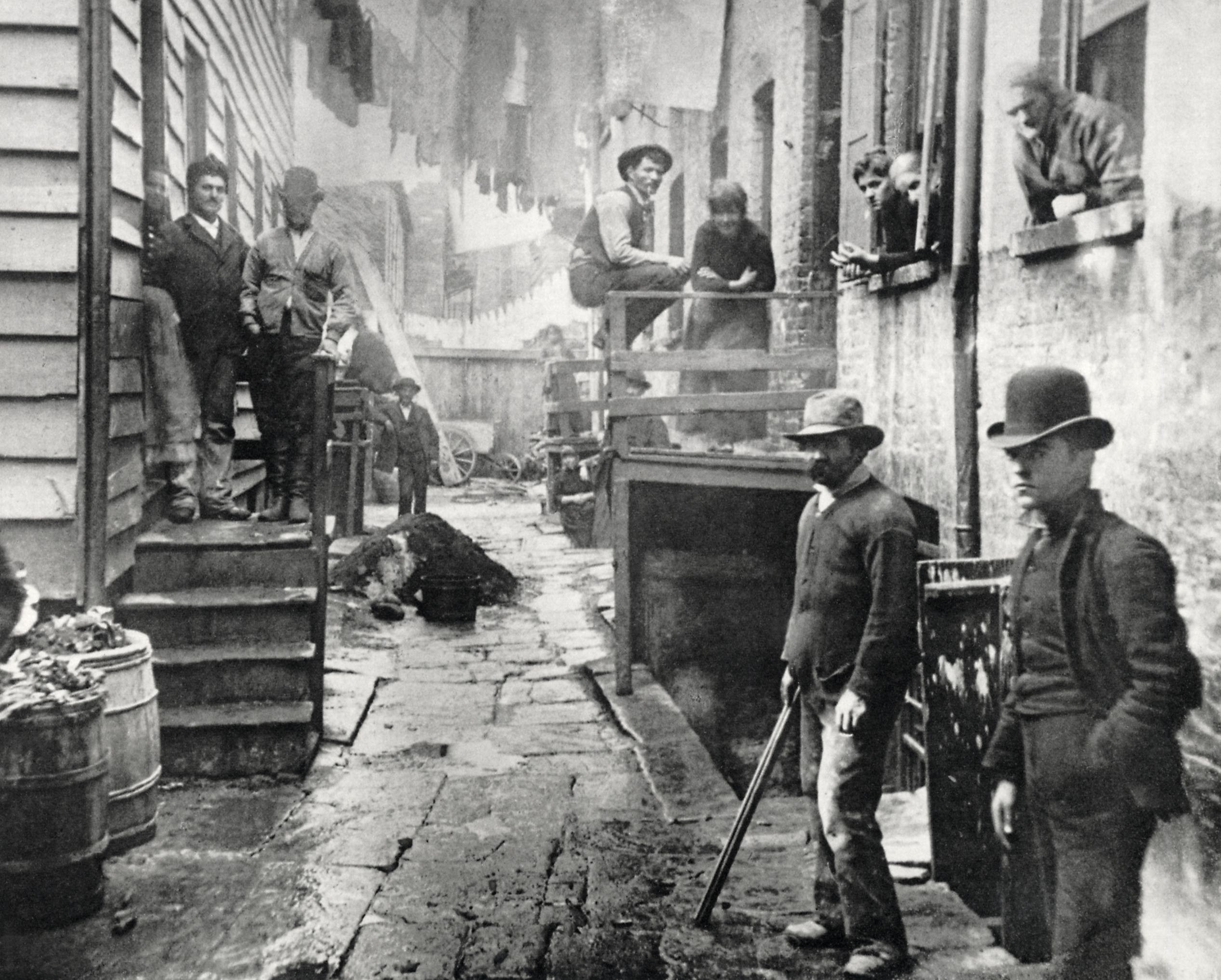
Five Points vor 1890 (Foto: Jacob Riis)

George Appos Vater war Lee Ah Bow alias Quimbo Appo (ca. 1825–1912). Dieser stammte aus der chinesischen Provinz Zhejiang, war 1847 nach San Francisco gekommen und damit einer der ersten Chinesen in dieser Stadt. 1849 versuchte Quimbo sich als Goldsucher und ging dann an die Ostküste der Vereinigten Staaten, wo er sich in Boston, New York und New Haven aufhielt und 1854 die aus Dublin stammende Irin Catherine Fitzpatrick heiratete. 1856, wenige Wochen nach der Geburt ihres Kindes George, siedelte die Familie nach Manhattan ins Armenviertel Five Points um, das damals einander befehdende ethnische Gruppen beherrschten und das von der korrupten Tammany Hall kontrolliert wurde. Dort arbeitete Quimbo als Teehändler.
1859, George war nicht einmal drei Jahre alt, geriet sein Vater in Streit mit seiner betrunkenen Frau, tötete die dazu gekommene Hauswirtin und verletzte zwei weitere Hausbewohner. Quimbo Appo wurde zunächst zum Tode verurteilt. In einem zweiten Prozess wurde die Strafe auf zehn Jahre reduziert. Als er nach vier Jahren vorzeitig entlassen wurde, war seine Frau inzwischen mit Georges kleiner Schwester in Richtung Kalifornien geflohen und dabei bei einem Schiffsunglück umgekommen. George war allein in New York zurückgelassen worden.
Nach zwei weiteren Morden, zahlreichen weiteren Gewalttaten und mehreren langen Haftstrafen war Quimbo Appo zum bekanntesten Chinesen der Stadt aufgestiegen und allgemein als „Chinese Devil Man“ und „Devil Appo“ bekannt. Er endete schließlich im Gefängnis-Irrenhaus Matteawan State Hospital for the Criminally Insane, wo er, geistig umnachtet, 1912 starb.
George Appo wuchs deshalb ohne seine Familie im Slum von Five Points auf. In der heute nicht mehr existierenden Donovan’s Lane, genannt „Mördergasse“, der schäbigsten Straße in den Five Points, kam er die nächsten Jahre bei einer fremden Familie unter. „Ich wurde nicht großgezogen, sondern großgeprügelt“, sagte Appo später dazu. Eine Schule besuchte er nie. Seine begrenzten Lese- und Schreibfähigkeiten erwarb er bei späteren Gefängnisaufenthalten von Mithäftlingen.

### Kriminelle „Karriere“

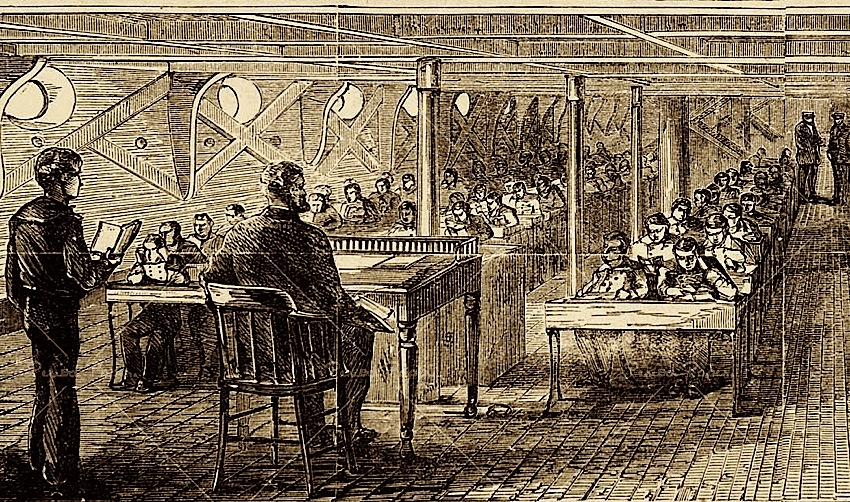
Schulschiff „Mercury“ (Zeichnung 1872)

Sobald er dazu in der Lage war, verdiente George Appo seinen Lebensunterhalt als Zeitungsjunge. Früh schloss er sich mit einem Freund, dem Iren George Dolan, einer Straßengang an und wurde als Taschendieb aktiv. Wie Appo später schilderte, war Taschendiebstahl für ihn eine Art Sucht. „Wenn du Nervenkitzel suchst, versuch einfach mal einem Mann die dicke Patte aus der Innentasche zu ziehen. Es ist einzigartig – da ist das Ding auch schon und du hast deine Finger drauf, aber dieser kurze Moment, in dem es geschickt und sicher in deine Richtung wandert, das ist der Moment, in dem gibt's so ein Wahnsinnsgefühl; Feuer läuft deinen Rücken rauf und runter.“
Schon seit frühester Jugend trank er und wurde auch schon als Jugendlicher opiumabhängig. Neben seinen Diebstählen verdiente er sich auch als „Anreißer“ (Kundenschlepper) der chinesischen Opiumhöhlen in New Yorks Chinatown ein Zubrot.
Als Taschendieb muss Appo sich recht geschickt angestellt haben, so ein Appo-Biograf, denn es dauerte mehrere Jahre bis zu seiner ersten Festnahme. 1872 wurde er das erste Mal ertappt und in eine schwimmende Erziehungsanstalt, das Schiff „Mercury“, eingewiesen, wo er harte Disziplin, eine laxe Ausbildung und sexuelle Übergriffe erlebte. Nach 14 Monaten wurde er wegen guter Führung – er hatte einen Kameraden vor dem Ertrinken gerettet – vorzeitig entlassen. Sofort nahm er seine alte Tätigkeit wieder auf. Im April 1874 wurde er erneut wegen Taschendiebstahls verhaftet und diesmal vom New Yorker Stadtrichter John K. Hackett zu zweieinhalb Jahren Zwangsarbeit verurteilt. Da Appo so klein und schmächtig war, musste für ihn extra eine Gefängniskluft angefertigt werden.
Im April 1876 entlassen, wurde er bereits einen Monat später von einem Mann, dem er gerade Geld entwendet hatte, verfolgt und angeschossen. Er entging seiner Festnahme nur, weil er von einer befreundeten Familie unter der Matratze ihres Bettes versteckt wurde. Acht Monate später wurde er von einem Streifenpolizisten beim Diebstahl ertappt. Dafür wurde er im Januar 1877 von Richter Henry A. Gildersleeve erneut zu zweieinhalb Jahren Zwangsarbeit verurteilt. Er verbüßte diese Strafe im Clinton-Gefängnis, wo er von betrunkenen Wärtern misshandelt wurde. Während seiner Haftstrafen litt Appo besonders unter Drogenentzug. Ein Gefängnisarzt schilderte später detailliert, wie der Entzug Appos ganzen Organismus angriff und sein Schreien die anderen Gefangenen wachhielt.
Im Januar 1879 wurde der 22-jährige Appo, wie er selbst beschrieb, als „physisches Wrack“ und „verletzt fürs Leben“ entlassen und ging an die Öffentlichkeit. Im August 1880 wurde er festgenommen, weil er einen Falschspieler durch einen Messerstich in den Bauch schwer verletzt hatte. Er wurde wegen Mordversuchs angeklagt, aber das Gericht erkannte auf Notwehr und sprach ihn frei. Im März 1882 wurde Appo erneut festgenommen (der Polizeibeamte schoss sich dabei selbst in die Hand) und im April von Stadtrichter Frederick Smyth wegen schweren Diebstahls zu dreieinhalb Jahren verurteilt. Ins Gefängnis Sing Sing eingeliefert, misshandelten ihn die Wachen ebenfalls und schlugen ihm mit einer Schaufel die Vorderzähne aus. Daraufhin versuchte er Selbstmord durch Opiumtinktur zu begehen. Währenddessen wurde ein Untersuchungsausschuss über die Zustände in den New Yorker Gefängnissen eingesetzt, vor dem auch Appo Anfang 1883 aussagte. Daraufhin wurden die schlimmsten Missstände beseitigt.
Seine letzte Haftstrafe hatte Appo genutzt, um sich weiterzubilden. Außerdem beschäftigte er sich erstmals mit moralischen und religiösen Fragen. Im Dezember 1884 wegen guter Führung entlassen, versuchte Appo, mit einem Empfehlungsschreiben der „Gefangenenhilfe“ zunächst vergeblich auf einem Schiff anzuheuern, dann arbeitete er kurz in einer Hutfabrik. Seiner eigenen Erzählung nach kündigte er den Job aber, als er fälschlicherweise des Diebstahls bezichtigt wurde.
Auch später musste er noch mehrmals Gefängnisstrafen absitzen, unter anderem elf Monate wegen Schmuckdiebstahls in Philadelphia, die er bis 1887 in Einzelhaft im Eastern State Penitentiary verbüßte, sowie 1889 wegen Taschendiebstahls in New York. Einmal wurde er in einer Opiumhöhle wegen illegalen Waffenbesitzes festgenommen, konnte sich aber durch Bestechung des Polizeidetektivs der Haft entziehen.

### Ein „Good Fella“

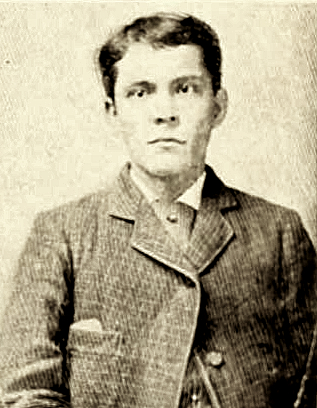
Appo um 1876

Appos Idealvorstellung eines Menschen, der er zeit seines Lebens nachstrebte, war die eines „good fella“ („good fellow“), eines „guten Kerls“. Heute wird dieser im kriminellen Gang-Milieu entstandene Begriff mit „Mafia-Gangster“ gleichgesetzt. Appo dagegen verstand diesen Begriff noch in seiner ursprünglichen Bedeutung: Dass man von seinen Gefährten als clever, aber auch als vertrauenswürdig und spendabel angesehen wird. Appo selbst beschrieb das so: „In den Augen und nach Meinung der Unterwelt ist ein ‚guter Kerl‘ ein dreister Gauner (‚nervy crook’), einer, der Geld auftreibt und wieder ausgibt.“ Ein „guter Kerl“ war tapfer und verschwiegen: „Ich wurde viele Male von Möchtegern-Brutalos angegriffen und habe mich verteidigen müssen. Und ich habe nie nach der Polizei geschrien, um dann vor Gericht Rache zu nehmen, auch wenn ich beim Kampf das Meiste abgekriegt hatte“, schrieb Appo später. Mehr als einmal sei er mit verbundenem Kopf im Krankenhaus aufgewacht, habe einfach seine Sachen genommen und sei weggegangen, ohne jemanden zu denunzieren.
Der Historiker und Appo-Biograf Timothy J. Gilfoyle beschreibt ihn als Gauner, der zwar List und Verstand einsetzte, um seinen Lebensunterhalt zu sichern, sich anderen gegenüber aber als großzügig erwies. Zeitgenossen lobten seine sanfte und wandlungsfähige Stimme, seine angenehme Aussprache und seine höflichen Umgangsformen. Wenn er nicht unter Rauschmitteln stand, galt Appo als selbstbewusst, aber gleichzeitig bescheiden und hilfsbereit, auch Fremden gegenüber. Als der Arzt Harry H. Kane in New York eine der ersten wissenschaftlichen Untersuchungen über den Drogenmissbrauch durchführte, diente ihm Appo als Kontaktperson und Helfer bei seinen Recherchen. Ein hoher Vertreter der Society for the Prevention of Crime bezeichnete ihn später einmal als „loyal bis ins Mark“ und als einen der furchtlosesten Menschen, den er je gesehen habe.
Auffällig ist, dass Appo Gewalttaten immer nur unter schwerem Alkoholeinfluss verübte. In der Regel betonte er anschließend bei seinen Vernehmungen, sich an seine „Ausraster“ nicht erinnern zu können.

### Im „Grünzeug“-Geschäft

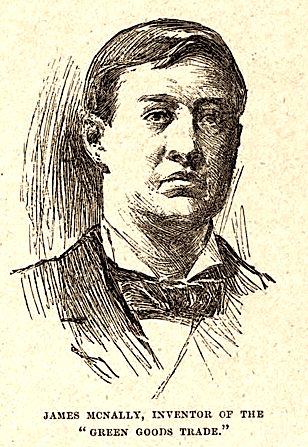
James McNally (vor 1898)

Durch einen Bekannten aus dem Drogenmilieu kam der 27-jährige Appo Anfang 1884 in Kontakt mit einem Ring gewerbsmäßiger Betrüger und lernte zunächst das sogenannte flim flam game, ein im Deutschen als „Wechselfalle“ bekannter Geldwechseltrick. Schnell erweiterte er seine Fähigkeiten auf das Falschspiel mit Würfeln und gezinkten Karten („Short cards“).
Im Drogenmilieu lernte Appo auch eine im „Grünzeug“-Geschäft tätige Betrügergruppe um den Opiumdealer Barney McGuire kennen, für die er zunächst arbeitete. Nachdem dieser sich aus dem Geschäft zurückgezogen hatte, arbeitete er für die Bande von Frederick Hadlick und wechselte dann zu dem Opiumhändler und New Yorker „König des Grünzeug-Geschäfts“ James McNally. Appo kannte McNally bereits seit Mitte der 1870er-Jahre aus dem Drogenmilieu.
Die „Grünzeug-Masche“ war eine Kombination aus Vorschussbetrug und Wechselfalle, eng verwandt mit der durch Graf Lustig bekannten vermeintlichen Geldkopiermaschine („Rumänische Schachtel“), und im 19. Jahrhundert so verbreitet wie heutzutage der sogenannte „Nigeria-Scam“. Die von den Betrügern vorgeschobene Tarngeschichte war folgende: Sie behaupteten, im Besitz von entwendeten Druckplatten der amerikanischen Notenpresse zu sein und wären deshalb in der Lage, Dubletten echter Dollarscheine („Grünzeug“) zu drucken. Diese angeblichen Geldscheine wurden nun gegen eine Zahlung von 10 % ihres Verkehrswerts durch Mailing vermögenden Provinzlern angeboten, deren Namen die Bande örtlichen Adressbüchern entnahm. Hatte der Käufer erst einmal mit echtem Geld bezahlt, wurde ihm durch einen Austauschtrick eine Schachtel mit wertlosen Papierstreifen übergeben. Die Betrüger gingen davon aus, dass sich die Mehrzahl der Betrogenen nicht an die Polizei wenden würde.
Appo sah das ganz nüchtern: „Was für eine Chance haben sie denn, an einem fremden Ort und in einem fremden Spiel? Die meisten sind eitel genug die Klappe zu halten, nachdem sie ausgenommen wurden. Das ist die ganze Philosophie des Geschäfts. Natürlich sind einige einfach dumm. Und die sind leichte Beute. Den anderen müssen wir Angst einjagen.“
Die „Grünzeug“-Banden waren straff geführt und gingen streng arbeitsteilig vor: Der „Geldgeber“ („Backer“), auch „Kapitalist“ genannt, stellte die zur Durchführung des Betrugs nötigen Geldsummen bereit; der „Schreiber“ („Writer“) verfasste und versandte die als Köder dienenden Briefe; der „Anreißer“ oder „Lockvogel“ („Bunco Steerer“) bereitete den Verkauf vor, brachte das Opfer an einen kontrollierten Ort („Turning point“) und überwachte das Geschäft; der „Alte Mann“ („Old Man“), eine harmlos und würdevoll aussehende Person, war während des Betrugs zur Ablenkung anwesend; der „Wender“ („Turner“) spielte den Sohn des „Alten Manns“ und wickelte das Geschäft ab; der „Betrüger“ („Ringer“) nahm im richtigen Moment den Austausch des Geldpakets vor; und der „Beschatter“ („Tailer“), ein Schlägertyp, griff bei Problemen ein, oft in der Rolle eines Polizisten.
Laut dem späteren Bericht einer staatlichen Untersuchungskommission verschickte die etwa 35 Mann starke Bande um McNally in den frühen 1890er-Jahren täglich zwischen 10.000 und 15.000 Briefe, um Opfer anzulocken. Diese Briefe wurden nicht einzeln verfasst, sondern in hoher Auflage gedruckt. Als „Beleg“ wurde ihnen ein Zeitungsausriss beigelegt, eine ebenfalls gedruckte Vollfälschung. Der weitere Kontakt verlief dann per Telegramm, wobei eine Reihe von Post- und Telegraphenmitarbeitern mit der Bande zusammenarbeiteten. Appo, der als „Steerer“ arbeitete, erhielt dafür 10 % der erschwindelten Summe, von denen aber die Hälfte als Bestechungsgeld von McNally einbehalten wurde. Täglich fertigte er bis zu sechs „Kunden“ ab. Appo benutzte in diesen Jahren verschiedene Decknamen, darunter George Leon und George Wilson. Seine Kumpel nannten ihn „Little George“.
Appo verschleuderte sein Geld in Nachtlokalen und für Rauschgift. Wiederholt war er in Schlägereien und Messerstechereien verwickelt. Mit seiner Lebensgefährtin und möglicherweise auch Ehefrau, Sarah Jane Miller (laut anderen Quellen Lena Miller), lebte er so exzessiv, dass Miller im Juli 1889 auf der Straße aufgegriffen wurde und wegen psychischer Störungen vorübergehend ins Krankenhaus eingeliefert werden musste.

### Schießerei in Poughkeepsie

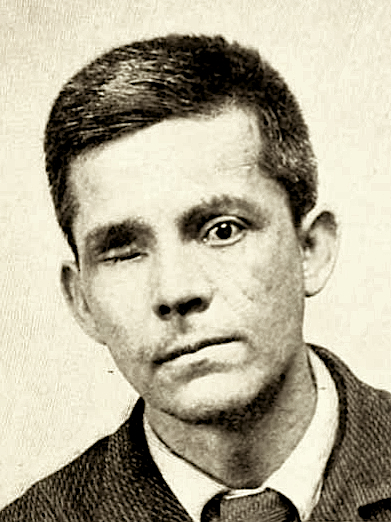
Der einäugige Appo (ca. 1893)

Das „Grünzeug-Geschäft“ war nicht ungefährlich. Appo war bereits einmal von einem Provinz-Marshal, der sich als Kunde ausgegeben hatte, angestochen worden. Im Dezember 1892 erhielt er einen Bauchschuss und Anfang Februar 1893 wurde er in New Jersey durch einen Messerstich verletzt.
Am 11. Februar 1893 kam es in einem Hotel im Städtchen Poughkeepsie für den inzwischen 36-jährigen Appo zur Katastrophe. Zwei „Kunden“ aus der Kleinstadt Greenville in South Carolina, die Appo von Poughkeepsie nach New York begleiten sollte, waren misstrauisch geworden. Einer von ihnen zog einen Revolver und schoss aus nächster Nähe auf ihn. Die Kugel durchschlug sein rechtes Auge und blieb im Kopf stecken. Appo wurde ins Krankenhaus gebracht, wo er zunächst noch ansprechbar war, aber sich nicht daran erinnern konnte, dass auf ihn geschossen worden war. Sein Auge war nicht zu retten, die Kugel wurde nie entfernt.
Alle drei Beteiligten wurden verhaftet und angeklagt. Bereits am nächsten Tag wurde Appo, der starke Blutungen hatte, vernommen. Er log und fragte wegen seiner Schmerzen nach einer Opiumpfeife. Bereits eine Woche später, am 18. Februar, wurde er mit halb verbundenem Gesicht vor Gericht geführt. Sein Anwalt bat um Verschiebung des Verfahrens, da Appos Gesicht gelähmt sei und er sich deshalb nicht mit seinem Mandanten habe besprechen können. Der Antrag wurde abgelehnt. Anfang März wurde Appo vom Krankenhaus in Untersuchungshaft überführt, wo das Wechseln des Verbandes vom Gefängniswärter übernommen wurde.
Versuche von Appos Komplizen, die beiden „Kunden“ von einer Aussage abzuhalten, misslangen. Aber auch der örtliche Polizeipräsident scheiterte beim Versuch, von der korrupten New Yorker Polizei Unterlagen über Appo zu erhalten. Die von McNally bestochenen Beamten erklärten, man kenne Appo überhaupt nicht. Ende März gelang es McNally schließlich, Appo gegen Kaution aus der Untersuchungshaft zu holen.
Beim Gerichtsverfahren im April 1893 wurde aber nicht der Schütze verurteilt, sondern Appo. Die Grand Jury unter Vorsitz von Richter Joseph Morchauser verhängte eine Gefängnisstrafe von 3 Jahren und 2 Monaten. Als der unter Drogenentzug leidende Appo im Juni 1893 zur Verbüßung seiner Strafe wieder ins Clinton-Gefängnis eingeliefert werden sollte, beging er mit einem Kartoffelmesser aus der Gefängnisküche erneut einen Selbstmordversuch. Mit Hilfe seiner „good fellows“ ging Appo allerdings noch im selben Jahr vor das Berufungsgericht, das das Urteil aufhob. Nach zehn Monaten wurde er aus der Haft entlassen.

### Aussage vor dem Untersuchungskomitee

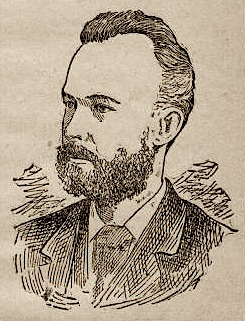
Clarence Lexow (etwa 1890)

Seit seiner Entlassung aus dem Gefängnis 1893 wollte Appo sein Leben ändern. Langsam kam ihm die Erkenntnis, so schrieb er in seiner Autobiografie, „was für ein Narr ich war, wieder zur Opiumpfeife zu greifen, nachdem ich so lange davon weg war.“ Und er stellte sich die Frage: „Wenn ich es so leicht und so oft geschafft habe, vom Opiumgenuss wegzukommen, warum nicht den Mut aufbringen, sich vom kriminellen Leben zu lösen?“ In der Praxis erwies sich die Umsetzung dieser Vorsätze aber schwieriger als erwartet und brachte Appo mehrfach in Schwierigkeiten. So blieben alle seine Versuche, das Trinken und das Opiumrauchen aufzugeben, ohne bleibenden Erfolg.
1894 begann das nach dem New Yorker Senator Clarence Lexow benannte Lexow Committee seine Untersuchungen über Korruption innerhalb der New Yorker Polizei. Die 1895 in 5 Bänden veröffentlichten Ergebnisse der Untersuchungskommission umfassen mehr als 10.000 Seiten und trugen maßgeblich zur Niederlage der Tammany Hall bei den New Yorker Wahlen von 1894 und der Wahl des Reformbürgermeisters William Lafayette Strong bei.
Einer der Hauptzeugen der Kommission war der aus der Haft entlassene George Appo. Seit Haftantritt drogenfrei, verhielt Appo sich vor seiner Aussage so widerspenstig und nervös, dass er von den Ermittlungsbeamten seine Opiumration erhielt. Bei seiner Aussage lieferte der mittlerweile grauhaarig gewordene Appo eine detaillierte Schilderung der Abläufe des „Grünzeug-Geschäfts“ und nannte Orte sowie Hintermänner. Auf Freunde und „good fellows“ angesprochen, verweigerte er die Aussage. Auch nannte er keinen Polizisten namentlich, beschrieb aber den Schutz, den die Bande durch Bestechung der New Yorker Polizei erhielt.
Appo sagte den Ermittlern weniger als er wusste, aber die öffentliche Berichterstattung machte seine ehemaligen Kumpanen und die korrupte Polizei nervös. McNally brach überstürzt zu einer Europareise auf. Deshalb rechneten Appo und die Ermittlungsbehörde mit Racheakten. Einem Zeitungsbericht zufolge wurden angeblich sogar Wetten angenommen, dass er das Jahr 1895 nicht erleben werde. Bereits Ende Juni 1894 gab es Gerüchte, Appo sei verschleppt worden. In Wirklichkeit wurde Appo, der sich von seinen alten Kumpanen verfolgt fühlte, von Agenten des Untersuchungskomitees überwacht, die ihn schützen und in Hinblick auf eine mögliche weitere Aussage vom Opium fernhalten sollten.
Im September 1894 wurde Appo von einem Mann angegriffen, den er bis zur Hochbahnstation an der City Hall verfolgte. Dort ließ ein Polizeibeamter den Mann entkommen. Ende September wurde der aus einer Halswunde blutende Appo auf ein New Yorker Polizeirevier gebracht. Er wirkte schwer angetrunken. Appo sagte aus, er sei mit Knockout-Pillen betäubt worden und Mike Riordan, Barkeeper und Bruder eines angeblichen „Grünzeug-Manns“, habe versucht ihn zu ermorden. Die Polizei dagegen ging von einem Selbstmordversuch aus und wies Appo in die Gefangenenstation des Bellevue Hospital ein. Die Ärzte diagnostizierten zunächst Delirium tremens und fixierten ihn. John W. Goff, Chefermittler des Lexow-Komitees, erklärte dagegen, er halte Appos Angaben für richtig. Vor Gericht verweigerte Appo mehrfach die Aussage. Ein Polizeibeamter – mit zahlreichen internen Verfahren wegen Trunkenheit und Brutalität im Amt und mindestens drei Verurteilungen – trat auf, der behauptete, Appo habe ihm gegenüber den Selbstmordversuch gestanden. Riordan wurde daraufhin freigesprochen.
Im Dezember 1894 wurde Appo einmal niedergeschlagen und zweimal wurde versucht, ihn zu entführen.

### Gescheiterte Resozialisierung

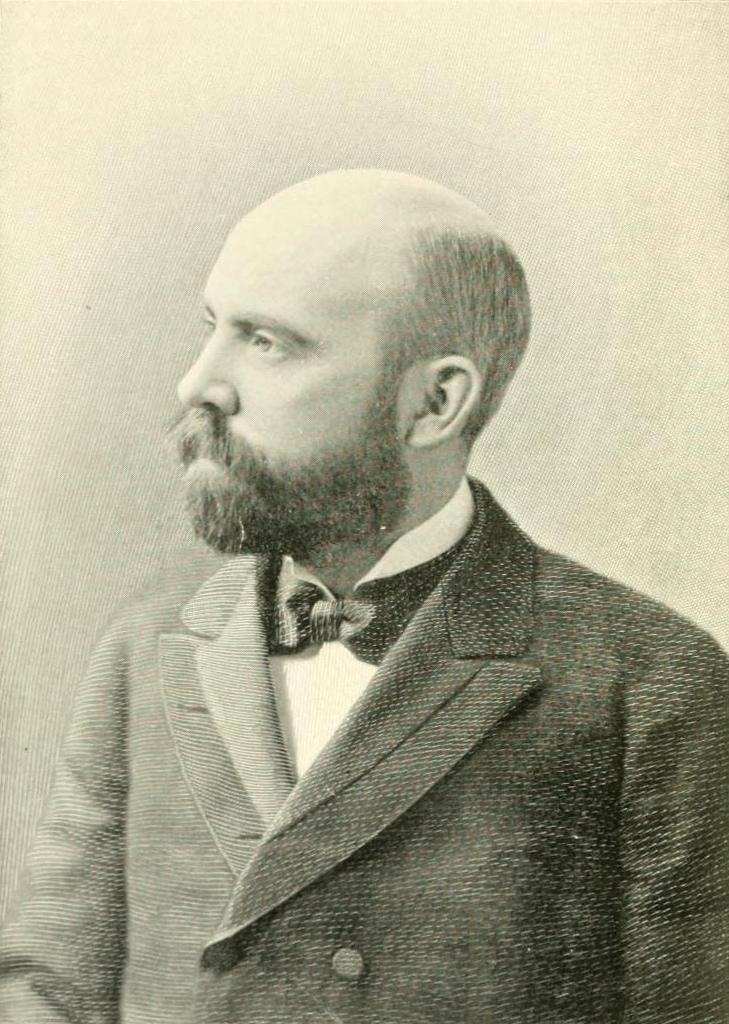
Frank Moss (um 1890)

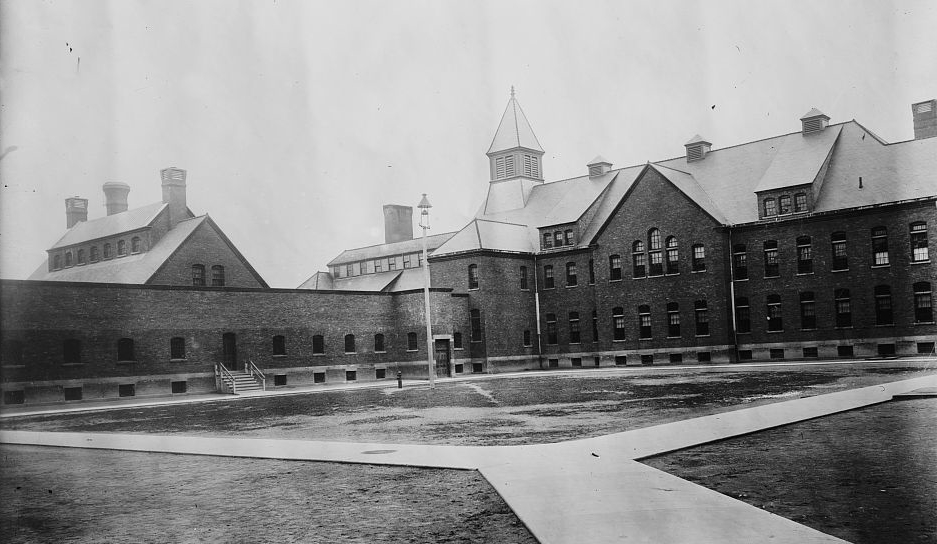
Matteawan State Hospital (um 1890)

Nach seiner Aussage beschäftigte Chefermittler Goff George Appo in der Ermittlungsabteilung des Lexow-Komitees, für die er unter anderem die nicht unproblematische Aufgabe übernahm, Vorladungen zuzustellen. Später arbeitete Appo dann als Ermittler für seinen langjährigen Betreuer und Freund Frank Moss von der Society for the Prevention of Crime (SPC).
Mitte der 1890er-Jahre ging Appo auf die New Yorker Bühnen. Ab Dezember 1894 spielte er sich selbst am Broadway-People's Theatre in dem Gangster-Melodram „In the Tenderloin“, einer wüsten Geschichte um den bekannten Gangster Theodore „The“ Davis. Dieser war im selben Gewerbe wie Appo tätig gewesen und 1885 in Texas erschossen worden. Appo war vom Autor des Stückes, Edmund E. Price, einem Gangsteranwalt und ehemaligen Boxer, auf der Straße angesprochen worden. Als Darsteller wurde er vom Publikum schnell anerkannt und beeinflusste durch seine Gangsterrollen auch das eigene Bild in der Öffentlichkeit. Während der anschließenden Theatertournee suchte Appo die örtlichen Polizeibehörden auf und bat darum, sein Bild aufgrund seiner Tätigkeit für das Komitee und die SPC aus der polizeilichen Fahndungskartei zu entfernen.
Im April 1895 wurde Appo in New York wegen „ungebührlichen Verhaltens“ und „Angriffs auf einen Polizeibeamten“ festgenommen. Auf dem Polizeirevier traf er auf den gerade aus Europa zurückgekehrten McNally, der ihn beschimpfte und bedrohte. Appo erklärte das Ganze zu einer von McNally angezettelten Verschwörung. Mit der Derby Mascot Theater Company bereiste er daraufhin unter Verletzung seiner gerichtlichen Kautionsauflagen Kanada. Nachdem er in einem Saloon in Toronto einen Mann mit einem Stockdegen angegriffen hatte, musste er die Stadt verlassen und ging mit der Truppe in die Vereinigten Staaten zurück. Im August 1895 wurde Appo in Buffalo wegen des New Yorker Vorfalls vom April erneut festgenommen. Im Oktober wurde er zu sechs Monaten Haft verurteilt.
Nach seiner Entlassung wurde Appo von der Society for the Prevention of Crime nicht weiter beschäftigt. Deshalb versuchte er seinen Lebensunterhalt durch Vorträge zur Verbrechensprävention und zur Strafrechtsreform zu finanzieren, aber fast überall im Land stießen seine Bemühungen auf Widerstand der örtlichen Behörden.
Im Juli 1896 wurde Appo erneut festgenommen, weil er auf offener Straße betrunken einen Reporter durch einen Messerstich verletzt hatte. Als er einen zweiten Mann angriff, wurde er von diesem niedergeschlagen. Wieder in Untersuchungshaft wurde Appo im Oktober 1896 wegen „akuter Manie“ auf seinen Geisteszustand hin untersucht, da die Gefahr bestehe, er könne sich oder andere verletzen. Der Arzt diagnostizierte unter anderem eine tuberkulöse Meningitis. Im Dezember 1896 wurde Appo als geisteskrank ohne Gerichtsverfahren aus der Untersuchungshaft ins Gefängnis-Irrenhaus Matteawan State Hospital for the Criminally Insane überführt, wo er auf seinen Vater Quimbo traf, der dort seit 1878 als unheilbar einsaß und zwischen einer paranoiden Furcht vor Fenians und Größenwahn hin- und herschwankte.
Erst nach zweieinhalb Jahren, im Juni 1899, wurde George Appo als „geheilt“ entlassen. In Handschellen wurde er wieder nach New York gebracht, wo man ihn wegen des Messerangriffs vom Juli 1896 vor Gericht stellen wollte. Als Mehrfachtäter drohte ihm diesmal eine lebenslange Freiheitsstrafe. Aber der Prozess platzte, da der klageführende Zeuge nicht mehr auffindbar war. Appo war frei.

### Letzte Jahre

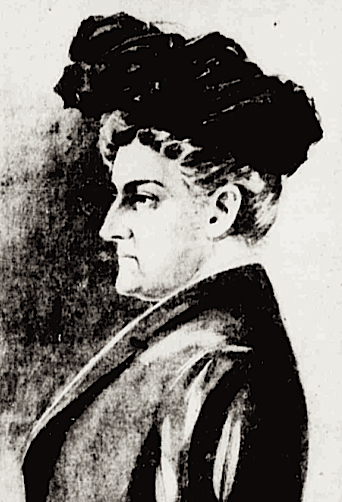
Rebecca Salome Foster (um 1898)

Ab der Jahrhundertwende wurde es langsam still um George Appo. Allmählich verblasste sein zweischneidiger öffentlicher Ruf. Ein neuer Untersuchungsausschuss, das sogenannte Mazet Committee, ermittelte nun gegen die politischen Hintermänner der Korruption in der Tammany Hall. Noch aus dem Untersuchungsgefängnis heraus hatte Appo erklärt, er sei bereit, vor dem Untersuchungsausschuss auszusagen und könne Namen nennen. Aber von Seiten der Kommission bestand kein Interesse.
Im Oktober 1900 wurde Appo zusammen mit einem Freund noch einmal vorübergehend festgenommen: Die beiden hatten sich in einer Menschenmenge, die ein Großfeuer beobachtete, „in fragwürdiger Weise“ bewegt. Die Polizeibeamten vermuteten anscheinend, Appo sei wieder als Taschendieb unterwegs. 1901 nahm er schließlich für ein Monatsgehalt von 15 $ und freie Unterkunft die Stelle eines Assistenz-Kirchendieners bei einer New Yorker Gemeinde an, was damals etwa dem Einkommen eines Hilfsarbeiters entsprach. Hilfe erhielt Appo dabei von der sozial engagierten Generalswitwe Rebecca Salome Foster, die sich für die Resozialisierung von Strafgefangenen einsetzte und als „Tombs' Angel“ („Engel der Gruften“) bekannt war. Sie hatte Appo schon im Gefängnis besucht und ihm Bücher gebracht. Nach seiner Entlassung arbeitete er für Foster und übernahm in schwierigen Fällen die Recherche im „Milieu“. Als Rebecca Foster 1902 bei einem Hotelbrand umkam, war Appo unter den Trauergästen in der Calvary Episcopal Church und spendete von seinem geringen Gehalt einen Dollar, damit seiner Wohltäterin ein Denkmal errichtet werden konnte.
Appo begann wieder Vorträge zu halten und gab Interviews, vor allem über Taschendiebstahl. Dabei warnte er vor den Gefahren, schilderte aber gleichzeitig in glühenden Worten den Reiz, den er dabei empfunden hatte. 1916 verfasste Appo trotz fehlender Schulbildung ohne fremde Hilfe eine knapp hundertseitige Autobiografie. Vorarbeiten dazu sind bereits aus den 1890er-Jahren überliefert, zu denen Appo von Frank Moss animiert worden war. Aufgrund seines Gefühls für Dramatik, Tempo und bei der Erzählführung erwies sich Appo laut modernen Urteilen dabei trotz Schwächen im Ausdruck durchaus als guter Schriftsteller.
1912 kam das Gerücht auf, Appo sei in einer Irrenanstalt gestorben – eine Verwechselung mit seinem Vater Quimbo. In Wirklichkeit lebte Appo in einem kleinen Apartment im New Yorker Viertel Hell’s Kitchen. Im August 1929 wurde er im Manhattan State Hospital eingeliefert, wo er acht Monate blieb. Zu diesem Zeitpunkt war Appo fast blind und taub. Von der Öffentlichkeit vergessen starb er im Mai 1930 auf Wards Island. Howard C. Baker, der damalige Leiter der Society for the Prevention of Crime und Appos einziger verbliebener Freund, verhinderte, dass er in einem Armengrab verscharrt wurde. George Appos Grab findet sich noch heute auf dem Mount Hope Cemetery von Hastings-on-Hudson im New Yorker Westchester County.

## Rezeption

### Migrantenproblematik

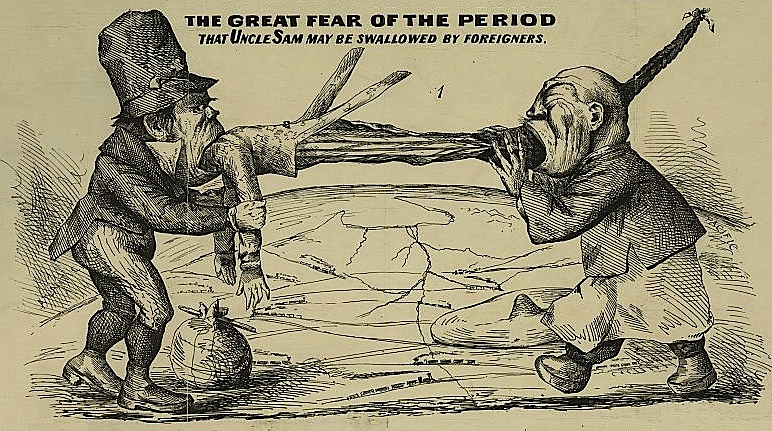
„Die große Furcht“: Iren und Chinesen fressen Uncle Sam (Lithografie 1860er-Jahre)

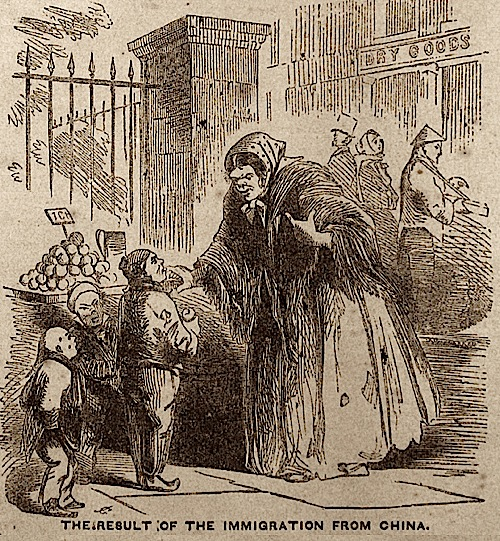
Irisch-chinesische Familie (Illustration aus Yankey Notions 1858)

Die Geschichte von George Appo und seinem Vater Quimbo ist eine Art Parabel für die Frühgeschichte der chinesischen Migration und das Verhältnis von Weißen und Asiaten in Amerika.
Quimbo Appo galt als einer der ersten Chinesen in den USA und wird oft als erster New Yorker Chinese genannt. Der Öffentlichkeit galt er zunächst als „vorbildlicher Chinese“. Er sprach gut Englisch, war römisch-katholischen Glaubens, geschäftstüchtig und genoss hohes Ansehen in der chinesischen Gemeinde sowie bei Behörden. Gelegentlich arbeitete er sogar als Dolmetscher bei Gericht. Auch die Ehe mit einer Irin war zu dieser Zeit unter Chinesen nichts Ungewöhnliches, galten die Iren damals doch ebenfalls als gesellschaftliche Randgruppe. Etwa ein Viertel der in New York mit Chinesen verheirateten Frauen stammten aus Irland. Das Phänomen war aber marginal, denn Ende 1856 gab es nur etwa 150 Chinesen in der Stadt.
Mit dem Anwachsen der chinesischen Bevölkerungsgruppe änderte sich die öffentliche Haltung und nahm hysterische Züge an. Nun wurde der mangelnde Integrationswille der Chinesen beklagt und rassistische Vorurteile verbreitet, die oft biologistisch begründet wurden. Es gebe, wie eine New Yorker Tageszeitung am Beispiel des von ihr als „kränklichen, nichtswürdigen Mongolen“ bezeichneten Quimbo Appo beschrieb, den „Zusammenprall des zügellosen barbarischen Naturells des Ostens mit der kühleren Lebensart unserer sächsischen Zivilisation“. Diese feindliche Haltung gegen die chinesische Bevölkerungsgruppe gipfelte im Chinese Exclusion Act von 1882, der die Zuwanderung chinesischer (Arbeits-)Migranten bis 1943 verhinderte. Ab den 1880er-Jahren gab es auch keine Zeitungsmeldung über George Appo mehr, bei der nicht sofort auf die Abstammung des „Halbbluts“ und seinen „berüchtigten“ Vater verwiesen wurde.
Auch asiatisch-europäische Mischlinge waren im Amerika des 19. Jahrhunderts ein neues Phänomen. Die New York Times beschrieb 1856 in einem wohlwollenden Artikel über Quimbo Appo den sechs Monate alten George als „hübsches gesundes Kind, sehr lebhaft und so weiß wie seine Mutter – dem ganzen Augenschein nach ein Yankee-Junge“. Aber auch in Hinblick auf diese Mischlinge änderte sich die öffentliche Meinung. Im Rahmen eines sich herausbildenden „weißen Amerikanismus“ wurden die Mischehen nun als „Überschreitung der rassischen Grenzen“ empfunden. Bereits 1858 polemisierte die Zeitschrift Yankey Notions gegen das Resultat chinesisch-irischer Mischehen: „Und jetzt, Chang-Mike, lauf nach Hause und nimm Pat-Chow und Rooney-Sing mit.“ (siehe Abbildung)
George Appo hatte sich den zeitgenössischen Quellen nach vollständig von seinen chinesischen Wurzeln gelöst. Lediglich sein Drogenkonsum brachte ihn in Kontakt mit Chinesen, so mit dem einzigen chinesischen New Yorker Deputy Sheriff Tom Lee, der gleichzeitig einen Spielklub und eine Opiumhöhle betrieb. „Beruflich“ arbeitete George Appo überwiegend mit irisch- und deutschstämmigen Kriminellen wie Barney Maguire, James McNally, Ike Vail und Bill Vosburgh zusammen. Privat war er mit einer als attraktiv beschriebenen Weißen liiert.
Auch literarisch wurde das Phänomen bearbeitet. Thomas S. Denisons Bühnenstück von 1895 „Patsy O’Wang“ zeigt die Geschichte eines chinesisch-irischen Mischlings als Farce. George Appos Leben erwies sich dagegen als Tragödie. Während es O’Wang auf der Bühne gelang, von einer Identität in die andere zu wechseln, führte George Appo zeit seines Lebens eine Hybridexistenz zwischen den Rassen und blieb so ein misstrauisch beäugter Außenseiter. „Ehrlich gesagt,“ schrieb 1898 ein New Yorker Journalist über Appo, „ein solcher Mann wäre besser tot.“

### Appos Gangsterjargon
Die zahlreichen Rückfragen der Mitglieder des Lexow Committees zeigen, dass sie streckenweise nicht verstanden, was Appo in seinem breiten Straßenjargon ausdrücken wollte. Den stenografischen Mitschriften merkt man an, wie sehr die Protokollanten bemüht waren, Appos Formulierungen in eine lesbare und halbwegs verständliche Form zu bringen. Tatsächlich bilden die zusammenhängenden Aussagen und Texte von George Appo eine der ersten schriftlich fixierten Quellen zur New Yorker Gangstersprache. Beispiele sind die Verwendung von „dese“, „dem“ und „dose“, Ausdrücke wie „youse guys“ („ihr Jungs“), „dead game sport“ („verdammt mutiger Typ“), „chase yerself“ („rutsch mir den Buckel runter“), „wot t'hell“ („Was zum Teufel“) und „hully gee!“ („Holy Jesus!“).
Appo beschreibt in seinem Jargon den Gangsteralltag, in dem jemand als „carbuzzer“ („Bahn-Taschendieb“) arbeitet, das Opfer erst durch „stalls“ („ein Schubs“) ablenkt und ihm dann seine „leathers“ oder „poke“ („Brieftasche“) abnimmt; oder Zuhälter ist („the sucker for her“) und von den Mädchen lebt („living off the shame of the girls“); in dem man einen „Kunden“ abgreift („knock a guy“), ihn „aufmischt“ („kicking up“) und ihn dann ausraubt und beseitigt („stealing a guy“). Wo sich alles um ein Bündel Geldnoten („roll“ oder „wad“) dreht, ein Ausdruck, der aus dem Glücksspielmilieu stammt („to shoot one’s wad“) und den vulgärsprachlichen Beiklang von „abspritzen“ hat. Und wo man froh ist, wenn man vom Taschendiebstahl zum „sure thing graft“ aufsteigt, einer „sicheren Gaunerei“ wie Betrug oder Falschspiel, bei dem das Risiko einer Verhaftung nicht ganz so groß ist.
George Appos Sprache und Redewendungen, so Luc Sante 1991 in seinem Buch „Low Life“, finden sich „Wort für Wort in allen Warner Brothers B-Movies der 1930er-Jahre“. Das ist in der von Sante intendierten Größenordnung sicherlich übertrieben, aber Appos Auskünfte und schriftlichen Aufzeichnungen fanden durchaus ihren Weg in den allgemeinen Sprachgebrauch und Slang-Lexika.

### Literarische Verarbeitung
Bereits 1892 ist Appo eine der Hauptpersonen in einer etwas rührseligen Erzählung der New York World, betitelt „Jim Tells His Story“, die in mehreren amerikanischen Zeitungen erschien und angeblich ein reales Ereignis aus dem Drogenmilieu der frühen 1880er-Jahre schildert. Verarbeitet wurden Appos Leben und Aussagen auch in dem Melodrama „In the Tenderloin“ (1894) und dem Reißer „A Green Goods Man“ (1895), damals Appos Lieblingsstück.
1897 veröffentlichte Frank Moss eine mehrbändige Darstellung New Yorks unter dem Titel „The American Metropolis“. Ein Kapitel ist George Appo gewidmet. Moss kannte Appo gut durch seine Arbeit der Society for the Prevention of Crime. Der Text basiert auf Gesprächen mit Appo, dem Protokoll des Lexow-Komitees und einem autobiografischen Text von Appo, für den Moss ihn bezahlt hatte. Im folgenden Jahr, 1898, erschien das reißerische Buch des Journalisten Louis J. Beck namens „New York's Chinatown“. Die Überschrift des Appo betreffenden Kapitels („Fürs Verbrechen geboren“) zeigt die Richtung dieser Kolportageschrift.
2006 erschien Timothy J. Gilfoyle's Darstellung „A Pickpocket’s Tale. The Underworld of Nineteenth-Century New York“. Das Werk benutzt das Leben George Appos, um zahlreiche gesellschaftliche und soziale Probleme im New York des 19. Jahrhunderts wissenschaftlich zu behandeln. Dabei gibt Gilfoyle große Teile der von Appo 1916 verfassten Autobiografie wieder. Gerade diese Teile stießen in den USA auf große öffentliche Resonanz und führten dazu, dass die Geschichten von George Appo und seinem Vater Quimbo wieder ins öffentliche Bewusstsein traten.
2013 brachte Gilfoyle George Appos vollständige Autobiografie mit ergänzenden Dokumenten heraus.

## Autobiografie
- [George Appo]: The urban underworld in late nineteenth-century New York. The autobiography of George Appo with related documents. Hg. v. Timothy J. Gilfoyle. Boston, MA : Bedford/St. Martins, 2013 (The Bedford series in history and culture) ISBN 978-0-312-60762-3